# Mycalesis ulia
Mycalesis ulia är en fjärilsart som beskrevs av Hans Fruhstorfer 1908. Mycalesis ulia ingår i släktet Mycalesis och familjen praktfjärilar. Inga underarter finns listade i Catalogue of Life.